# HMS Defender (2009)
HMS Defender (D36) – brytyjski niszczyciel rakietowy typu 45. Piąty okręt typu wszedł do służby w Royal Navy 21 marca 2013 roku. Jest to ósmy okręt w historii Royal Navy noszący imię „Defender”. 

## Projekt i budowa
Zamówienie na piąty niszczyciel typu 45 zostało złożone w grudniu 2000 roku. Rozpoczęcie budowy w stoczni BAE Systems Maritime miało miejsce 31 lipca 2006 roku. Wodowanie nastąpiło 21 października 2009 roku, wejście do służby 21 marca 2013 roku .

## Służba

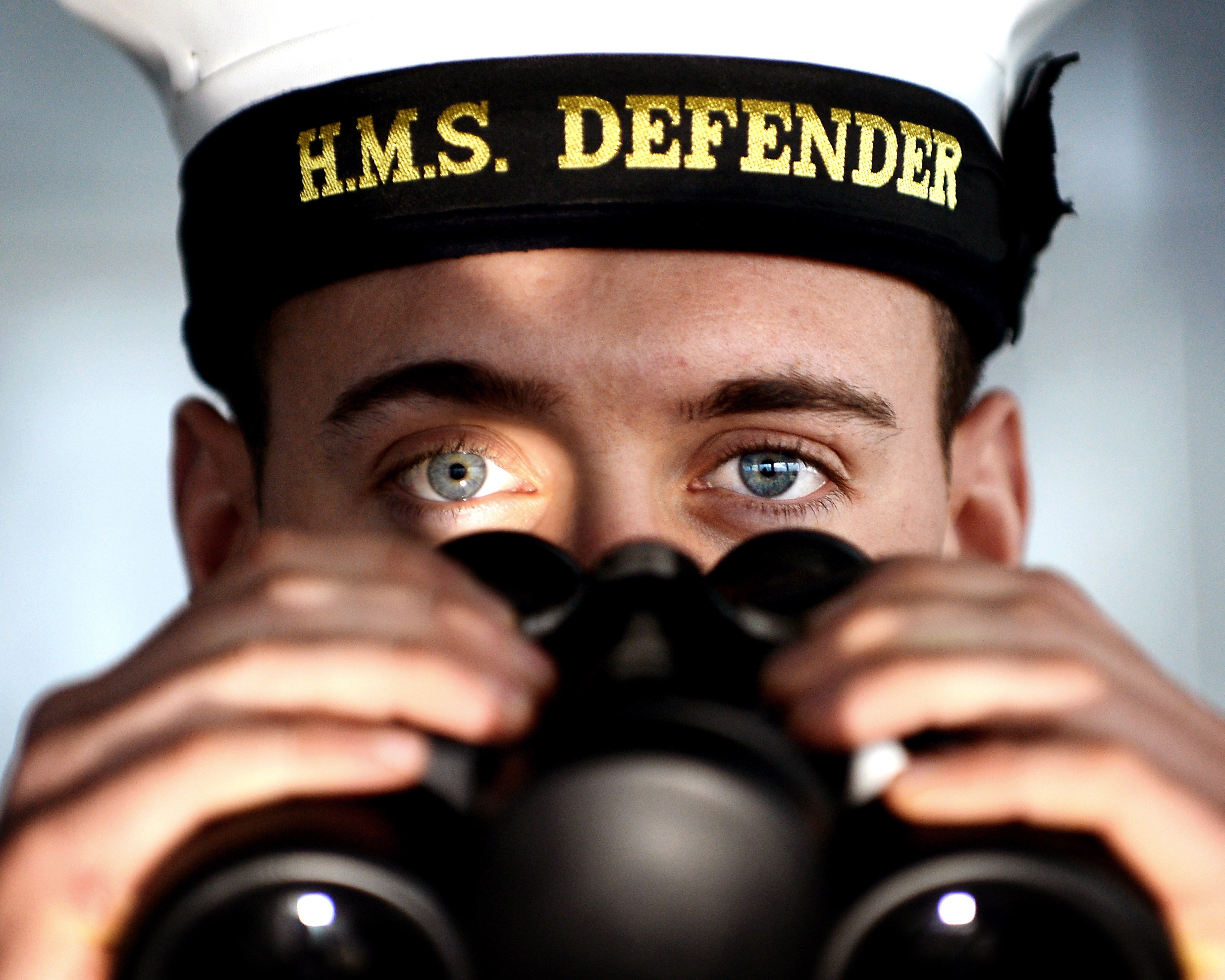
Jeden z marynarzy HMS „Defender”

19 grudnia 2013 roku „Defender”, na północ od Szkocji, został wyznaczony do przechwycenia rosyjskiego zespołu 6 okrętów, którego głównym komponentem był lotniskowiec „Admirał Kuzniecow”. 19 października 2015 roku okręt został skierowany w rejon Bliskiego Wschodu. W ramach tej misji 18 listopada został przydzielony do grupy okrętów towarzyszących francuskiemu lotniskowcowi „Charles de Gaulle” u wybrzeży Syrii . 
5 października 2020 roku Royal Navy podała informację, że „Defender” wszedł w skład lotniskowcowej grupy uderzeniowej, której głównym komponentem jest lotniskowiec „Queen Elizabeth” .
W czerwcu 2022 roku okręt brał udział w manewrach BALTOPS na Bałtyku.